# 杂种野芝麻
杂种野芝麻（学名：Lamium hybridum）为唇形科野芝麻属下的一个种。

## 扩展阅读
- 維基物種上的相關：杂种野芝麻